# Zingzeggen
Zingzeggen is het sprekend vertolken van een liedtekst, waarbij de melodielijn doorgaans door een melodie-instrument (bijvoorbeeld piano) (mee)gespeeld wordt. Sporadisch kan de melodielijn worden meegezongen.
'Zingzeggen' probeert zo veel mogelijk de natuurlijke spreektaal te benaderen. Hierbij verschilt zingzeggen van de rap, waarbij de tekst ritmisch gesproken wordt, en het recitatief, dat meer gezongen wordt en waarvan melodielijn waarop gezongen wordt, vastligt.
Meer overeenkomsten zijn er met het melodrama (Begeleidende muziek bij een gesproken tekst). Het verschil is dat bij gezingzegde liederen de melodielijn er uit te halen is, hetzij door gezongen gedeeltes, hetzij door meegespeelde melodie. Bij melodrama ontbreekt een melodielijn.
In de begintijd van het cabaret (in Nederland vanaf 1895) kwam zingzeggen veelvuldig voor. Binnen het cabaret is altijd al meer dan bij andere liedkunstvormen getracht de spreektaal zo dicht mogelijk te benaderen. Cabaretiers (o.a. Eduard Jacobs, Jean-Louis Pisuisse en Louis Davids) gingen zeer vrij met de melodie om en gedeeltes werden parlando gebracht. In de jaren dertig kwam zingzeggen meer in zwang (Fien de la Mar is hier een belangrijke naam) en werd steeds vaker de melodielijn door muziekinstrumenten overgenomen. Vanaf de jaren vijftig raakte het zingzeggen uit de mode, al bleven cabaretiers als onder anderen Wim Kan en Seth Gaaikema gebruikmaken van deze wijze van vertolken.